# Mulher

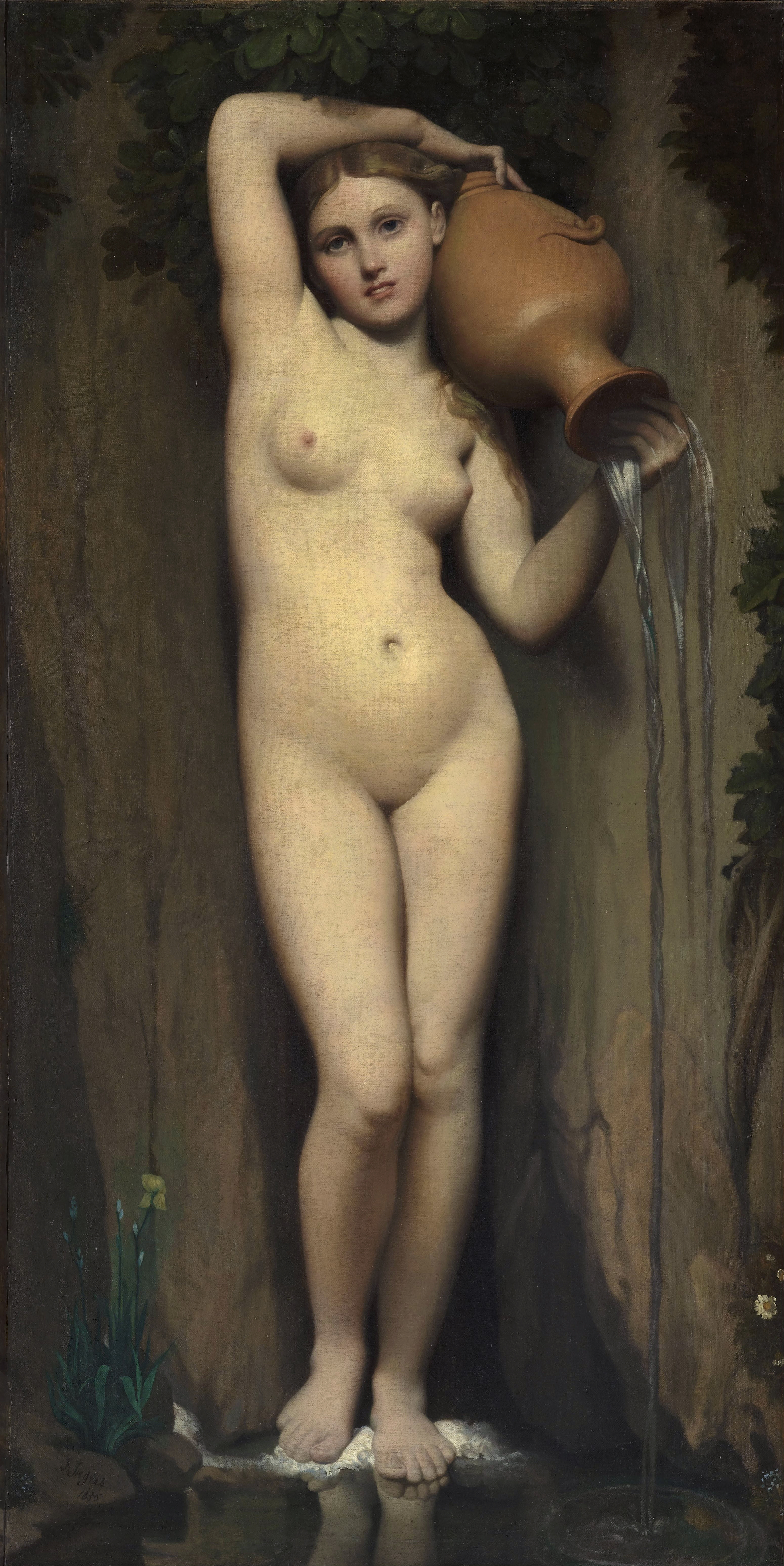
A fonte (Jean Auguste Dominique Ingres, 1856, óleo sobre tela)

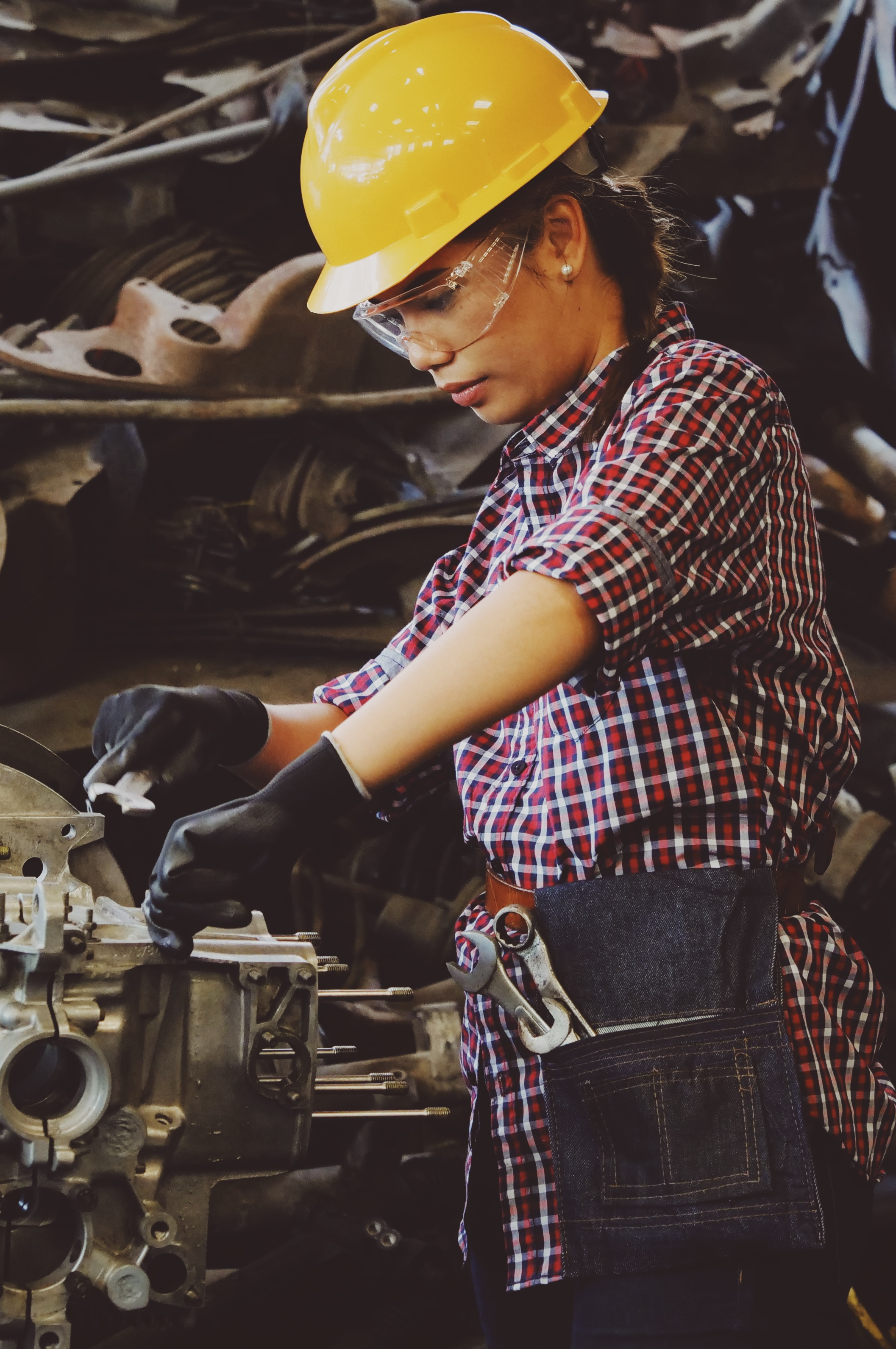
Uma mulher trabalhando

Uma mulher (do latim muliere) é um ser humano adulto do gênero ou sexo feminino, animal bípede da ordem dos primatas pertencente à espécie Homo sapiens. "Menina" é o termo usado para uma criança humana do sexo ou gênero feminino, e os termos "rapariga" (este tem conotação pejorativa no Brasil, diferente de outros países, tal como Portugal) ou "moça" para uma adolescente ou jovem adulta. Na velhice, é chamada de idosa, anciã, senhora ou simplesmente de mulher. Corresponde a aproximadamente 49,6% da população humana mundial. O termo mulher é utilizado para indicar tanto distinções biológicas quanto socioculturais.
Desde  tempos imemoriais, a mulher, devido à sua menor força física, e a outras limitações que lhe são próprias, como a menstruação, gravidez e amamentação, se encontrou subjugada à outra metade, a  masculina, da humanidade.
Mulheres trans possuem uma identidade de gênero que não se alinha com a designação de gênero atribuída no nascimento, enquanto mulheres intersexo podem ter características sexuais que não se encaixam em noções típicas da biologia feminina. Juridicamente, em alguns países, é possível que a autodeterminação de gênero seja reconhecida pelo sexo jurídico em documentos de identificação.

## Idade e terminologia
A palavra mulher pode ser usada de forma específica, significando um ser humano fêmea adulto particular, ou genericamente, significando todo ser humano fêmea. A palavra menina significa originalmente uma criança do sexo feminino, embora atualmente seja comum a utilização coloquial do termo para se referir a mulheres quando novas ou solteiras, podendo também ser utilizado de forma afetuosa, ou para não dar a entender que a mulher já chegou à idade madura.[carece de fontes?]
Biologicamente, uma criança do sexo feminino se torna mulher ao fim da fase infantil, sendo marcada esta mudança pela ocorrência da menarca. Entretanto, as diferentes sociedades humanas costumam ter critérios sociais próprios para indicar esta passagem; como esta se baseia tanto em critérios biológicos quanto socioculturais, pode variar bastante entre diferentes culturas.[carece de fontes?]
Muitas culturas apresentam ritos de passagem para simbolizar a chegada da maturidade, como a confirmação em algumas ramificações do cristianismo, o B'nai Mitzvá no judaísmo ou até mesmo o costume de se realizar uma celebração especial para um determinado aniversário, geralmente entre 12 e 21 anos, como o baile de debutante, geralmente realizado no aniversário de 15 anos. É interessante observar que debutante deriva do francês debutante, que pode ser traduzido como "a jovem que se estreia na vida social".[carece de fontes?]

## Símbolo

Símbolo feminino

Um dos símbolos mais utilizados para representar graficamente o sexo feminino é o símbolo de Vénus, que remete à deusa mitológica Vénus, ligada ao amor e à beleza na mitologia romana, equivalente à Afrodite na mitologia grega. É uma representação simbólica do espelho na mão de Vénus ou um símbolo abstrato para esta deusa: um círculo com uma pequena cruz equilateral embaixo (Unicode: ♀). O símbolo de Vénus também representa a feminilidade, e na antiga alquimia representava o elemento Cobre[carece de fontes?]

## Fisiologia

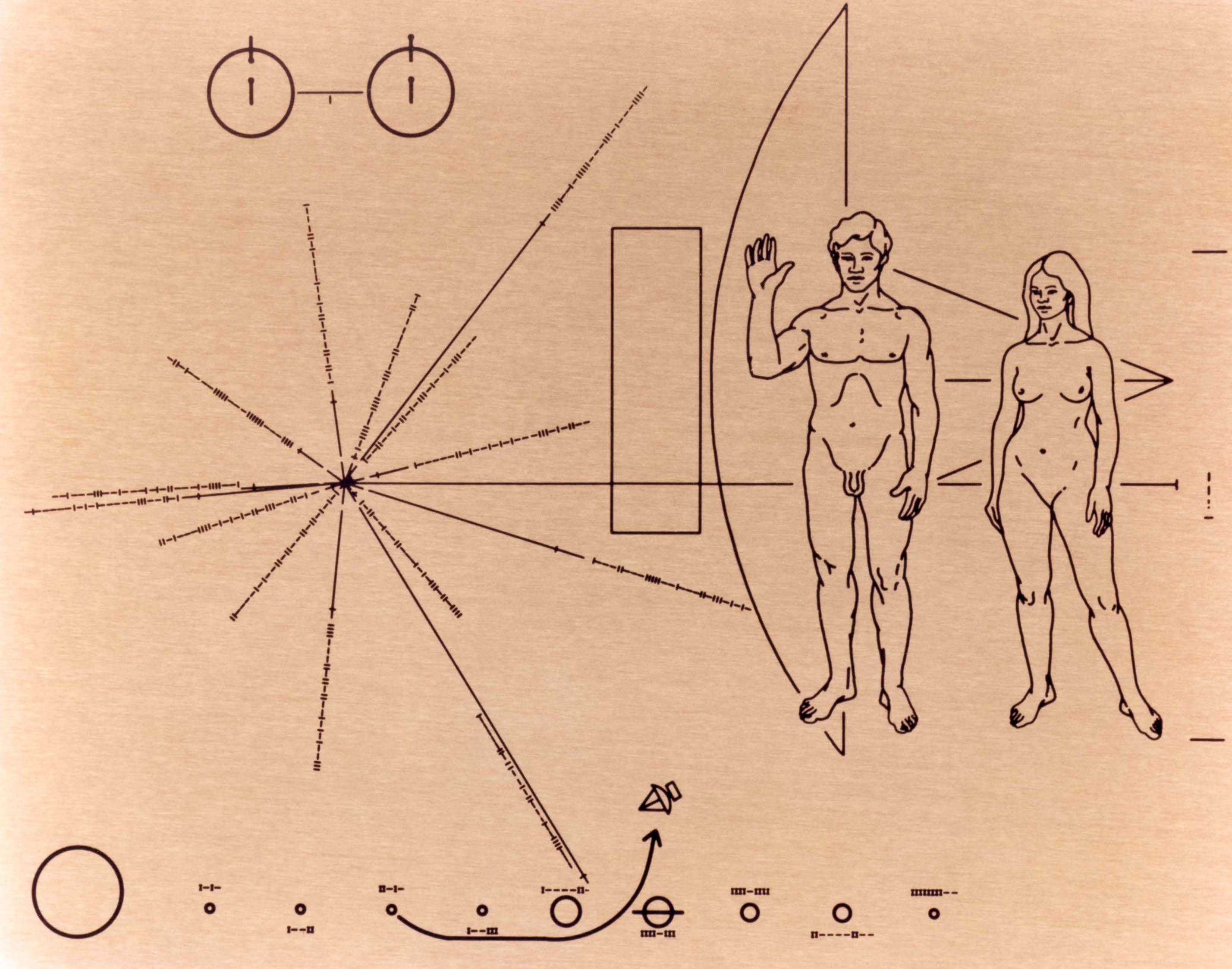
Imagem da famosa placa da Pioneer 10, que apresenta um desenho de seres humanos dos sexos masculino e feminino numa placa de alumínio anodizado a ouro.

O corpo feminino difere do masculino em diversos aspectos. Em termos fisiológicos, os órgãos sexuais femininos fazem parte de seu sistema reprodutivo, enquanto que os caracteres sexuais secundários estão possivelmente ligados a fatores de sobrevivência da mulher e de sua prole, tais como a nutrição da criança antes e depois do parto, a uma maior adaptabilidade a circunstâncias naturais hostis, tais como invernos rigorosos e escassez de alimentos, e a um menor risco de mortalidade durante o parto; por conseguinte, os caracteres secundários também influenciam a atração instintiva exercida sobre os homens, embora isto possa variar, em certo grau, conforme a cultura e as vestimentas de cada povo.[carece de fontes?]

Os órgãos reprodutivos femininos são os ovários, o útero, a vagina e a vulva, enquanto geralmente se consideram como caracteres secundários os quadris e os seios, sendo possível, em relação a estes, haver variações conforme a cultura de cada povo, às vezes incluindo outras partes do corpo, ou não considerando algum desses elementos.[carece de fontes?]

Representação do sistema reprodutor feminino

Os ovários femininos, além de regularem a produção de hormônios, produzem o gameta feminino, o óvulo, que quando fertilizado pelo gameta masculino, o espermatozoide, dá origem a um indivíduo geneticamente novo, isto é, ocorre a concepção de um novo ser humano, seu filho. O útero é um órgão composto por uma série de tecidos que promovem a proteção e a nutrição do feto. É revestido por uma camada de músculos lisos que realizam as contrações durante o parto para promover a saída do bebê através do canal vaginal. A vagina é um órgão que serve tanto às funções de cópula quanto de parto. Frequentemente a palavra "vagina" é usada de forma coloquial e incorreta para se referir à vulva (isto é, a genitália externa) das fêmeas, que inclui também os lábios, o clitóris e a uretra.[carece de fontes?]
Os seios supostamente evoluíram entre os primeiros mamíferos, a partir das glândulas de suor, para a produção do leite, uma secreção nutritiva que é a característica mais específica de todos os mamíferos. Em mulheres maduras, o seio é geralmente mais proeminente quando comparado a maioria dos outros mamíferos, mesmo no período em que não está amamentando nenhum filhote, porém esta proeminência não é necessária para a produção de leite. O quadril apresenta um aumento de tamanho entre a infância e a maturidade sexual para permitir o acúmulo de reservas de energia em forma de gordura, para posterior utilização, quando servirão ao desenvolvimento do feto e à amamentação.[carece de fontes?]

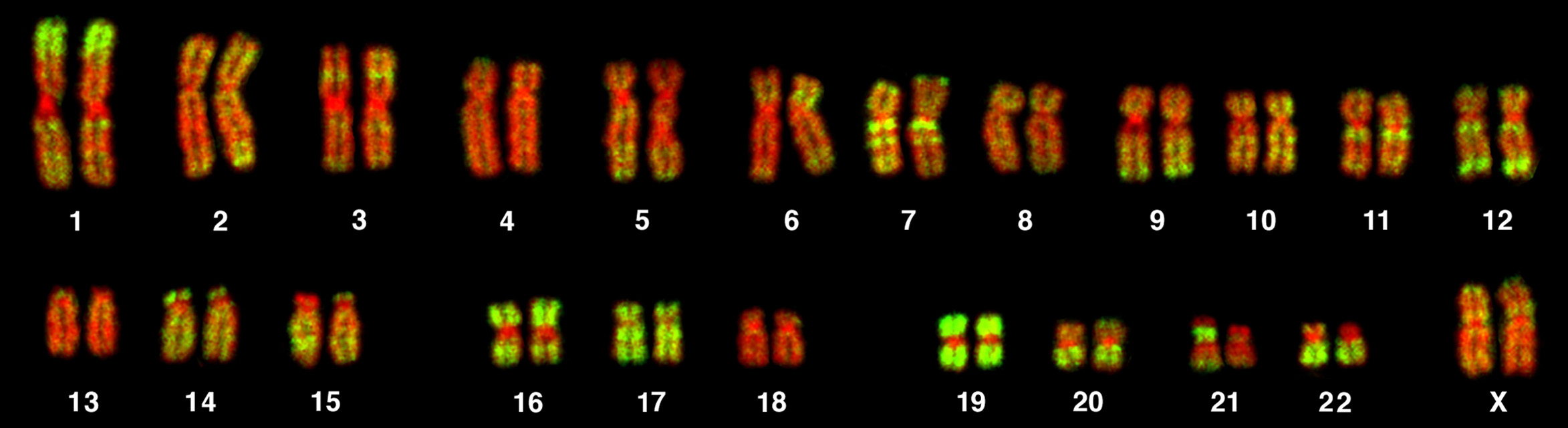
Cariótipo típico de uma mulher com 22 pares de cromossomos autossômicos e o par de X

Um desequilíbrio de níveis hormonais e alguns produtos químicos, como o uso de drogas, podem alterar as características sexuais primárias ou secundárias do feto. A maioria das mulheres têm o cariótipo 46, XX, mas aproximadamente uma em cada mil mulheres será 47, XXX, e uma em 2500 mulheres será 45, X, porém tal variação não constitui problema para a portadora, pois em uma mulher normal XX, apenas um X está em funcionamento. Isto contrasta com o cariótipo masculino típico de 46, XY; assim, os cromossomos X e Y são conhecidos como cromossomo feminino e cromossomo masculino, respectivamente. Ao contrário do cromossomo Y, o X pode vir tanto da mãe como do pai. Sendo assim, os estudos de genética que focalizam a linhagem feminina usam o DNA mitocondrial, que tipicamente provém da mãe.
A maioria de mulheres, ao terem a menarca, já podem então ficar grávidas e dar à luz uma criança. Isto requer a fertilização interna de um dos seus óvulos com o esperma masculino, ou através de inseminação artificial ou da implantação cirúrgica de um embrião preexistente. As mulheres geralmente alcançam a menopausa entre o final dos quarenta anos e início dos cinquenta. Neste ponto, seus ovários cessam de produzir o estrogênio, e ela já não mais estará apta a engravidar.[carece de fontes?]

### Saúde
Em geral, as mulheres sofrem das mesmas doenças que os homens. Existem determinadas doenças que afetam com mais frequência as mulheres, tais como o lupus (bem como existem doenças que afetam mais os homens). Também há algumas doenças sexo-relacionadas que são encontradas mais frequentemente ou exclusivamente nas mulheres, como, por exemplo, o câncer de mama, o qual, em 80% dos casos, é em mulheres contra os 20% de ocorrência nos homens, e o câncer cervical ou o câncer de ovário, exclusivos em mulheres. Mulheres e homens podem apresentar sintomas diferentes para a mesma doença e podem também responder diferentemente a um mesmo tratamento médico.[carece de fontes?]

### Aleitamento

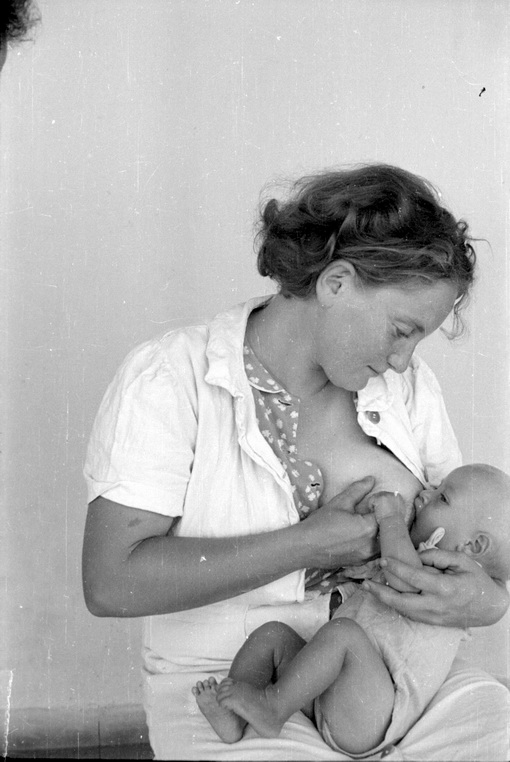
Mulher amamento seu bebê.

Amamentação ou aleitamento é a alimentação de bebês e crianças pequenas com leite produzido pelas mamas de uma mulher. Os profissionais de saúde recomendam que se inicie a amamentação na primeira hora de vida do bebé e que continue a ser amamentado com a frequência e quantidade que o bebé desejar. A amamentação possui uma série de benefícios para a mãe e para o bebé, benefícios esses que não estão presentes no leite artificial. Entre os benefícios da amamentação para a mãe estão uma diminuição das hemorragias após o parto, melhor recuperação do útero, perda de peso e menor incidência de depressão pós-parto. A amamentação atrasa o regresso da menstruação e da fertilidade, um fenómeno denominado amenorreia lactacional. Entre os benefícios a longo prazo para a mãe estão a diminuição do risco de cancro da mama, doenças cardiovasculares e artrite reumatoide. A amamentação é geralmente menos dispendiosa do que o leite artificial. As organizações de saúde, entre as quais a Organização Mundial de Saúde, recomendam que as crianças sejam amamentadas em exclusivo durante seis meses.